# Reinhard Lauck
Reinhard Lauck (Sielow, 12 settembre 1946 – Berlino, 22 ottobre 1997) è stato un calciatore tedesco, di ruolo centrocampista.

## Carriera
Detto Mäcki, entrò a dodici anni nel club della sua città natale, il SG Sielow, formandosi in seguito nelle sezioni giovanili di alcune squadre di Cottbus, ovvero il Vorwärts (in cui giocò fino al 1963) e il SC Cottbus, squadra con cui esordì in prima squadra nel 1965. Dopo una stagione nel Vorwärts Neubrandeburg, nel 1967 ritornò nel SC Cottbus, che intanto aveva assunto la denominazione di Energie Cottbus dopo la fusione con i Vorwärts. L'anno successivo esordì invece in massima serie con la maglia dell'Union Berlino, squadra in cui militò fino al 1973, anno in cui fu trasferito alla Dinamo Berlino.
A quel periodo risalì inoltre la sua prima convocazione in Nazionale, con cui collezionò 33 presenze e 7 gol partecipando al campionato del mondo 1974 e vincendo una medaglia d'oro ai Giochi olimpici del 1976 giocando tutte le cinque partite da titolare.
Esordì in Nazionale a Karl-Marx-Stadt nel 2-1 in amichevole contro l'Ungheria. Ai Mondiali 1974 salta le prime due partite per poi disputare quella contro la Germania Ovest. Poi parte titolare ancora nelle due partite successive e, in entrambe, non riesce a terminarle venendo sostituito sempre al 65': contro il Brasile da Loewe, contro l'Olanda da Kreische.
Ritiratosi dalla Nazionale nel 1977, Lauck rimase alla Dinamo Berlino fino al 1981, anno in cui si ritirò dopo aver vinto con il club della squadra della capitale tre titoli consecutivi. È morto nel 1997, dopo essere stato ritrovato esanime in strada con un elevato tasso di alcool nel sangue.

## Palmarès

### Club
- DDR-Oberliga: 3

Dinamo Berlino: 1978-1979, 1979-1980, 1980-1981

### Nazionale
- Oro olimpico: 1

Montréal 1976